# Ferme du Mont (Thorembais-les-Béguines)
La ferme du Mont  ou Ferme Le Mont à Thorembais-les-Béguines est une exploitation agricole, anciennement abbatiale, située dans la commune de Perwez dans la province de Brabant wallon en Belgique.  De nombreuses fermes de type brabançon sont réparties sur le territoire de la commune du village de Thorembais-les-Béguines. Parmi les plus grandes, la ferme de Mellemont est une ferme voisine de la ferme du Mont. 

## Histoire et Architecture
Comme sa voisine, la ferme de Mellemont, la ferme du Mont est d'origine abbatiale et dépendait à l'origine également de l'abbaye de Villers-la-Ville. Elle fut vendue en 1799 après la Révolution française et le rattachement de la Belgique à la République française de 1795.   
Elle est un parfait exemple de ferme « en carré »  et entièrement fermée, avec une cour centrale ceinte de bâtiments en brique et pierre blanche. La porte-colombier est d'angle et forme un petit pavillon avec ses toitures à croupettes. Le colombier se trouve à gauche en entrant et non au-dessus du porche comme il est fréquent .
L'habitation est d'une seul niveau et les baies ont été refaites au XIXe siècle. Les pignons des granges sont garnis de briques disposées en épis et des frises de briques courent le long et sous les corniches au faîte des murs.
À gauche en entrant, la remise à chariot soutient le colombier avec de beaux piliers en pierre calcaire.
Les murs sont blanchis de chaux. La ferme est accessible par une belle drève de peupliers.
Une chapelle tardive dédiée à Saint-Donnat (1870), au carrefour des vieux chemins précède l'accès à la ferme par le porche.

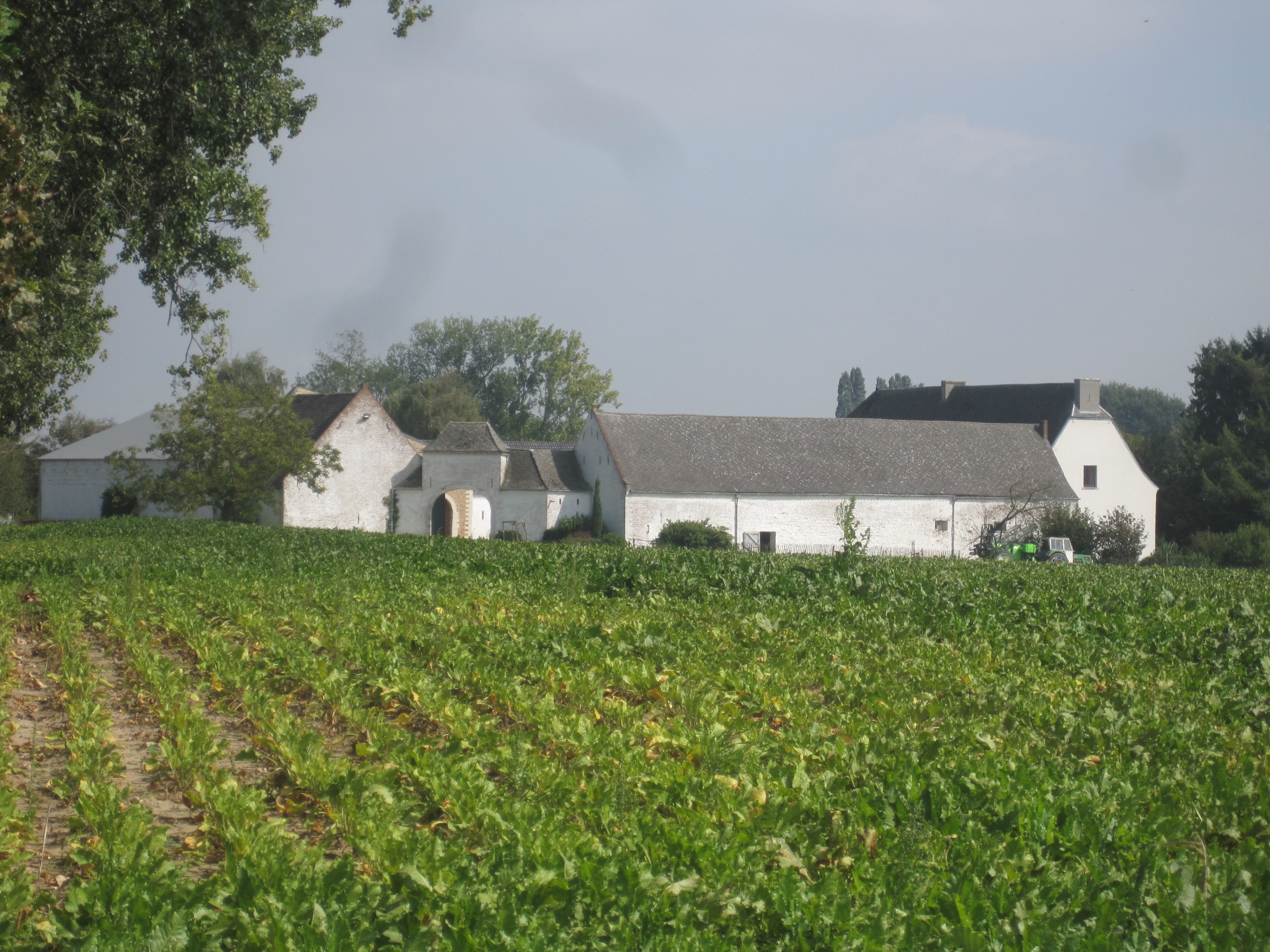
Ferme du Mont à Thorembais- les-Béguines
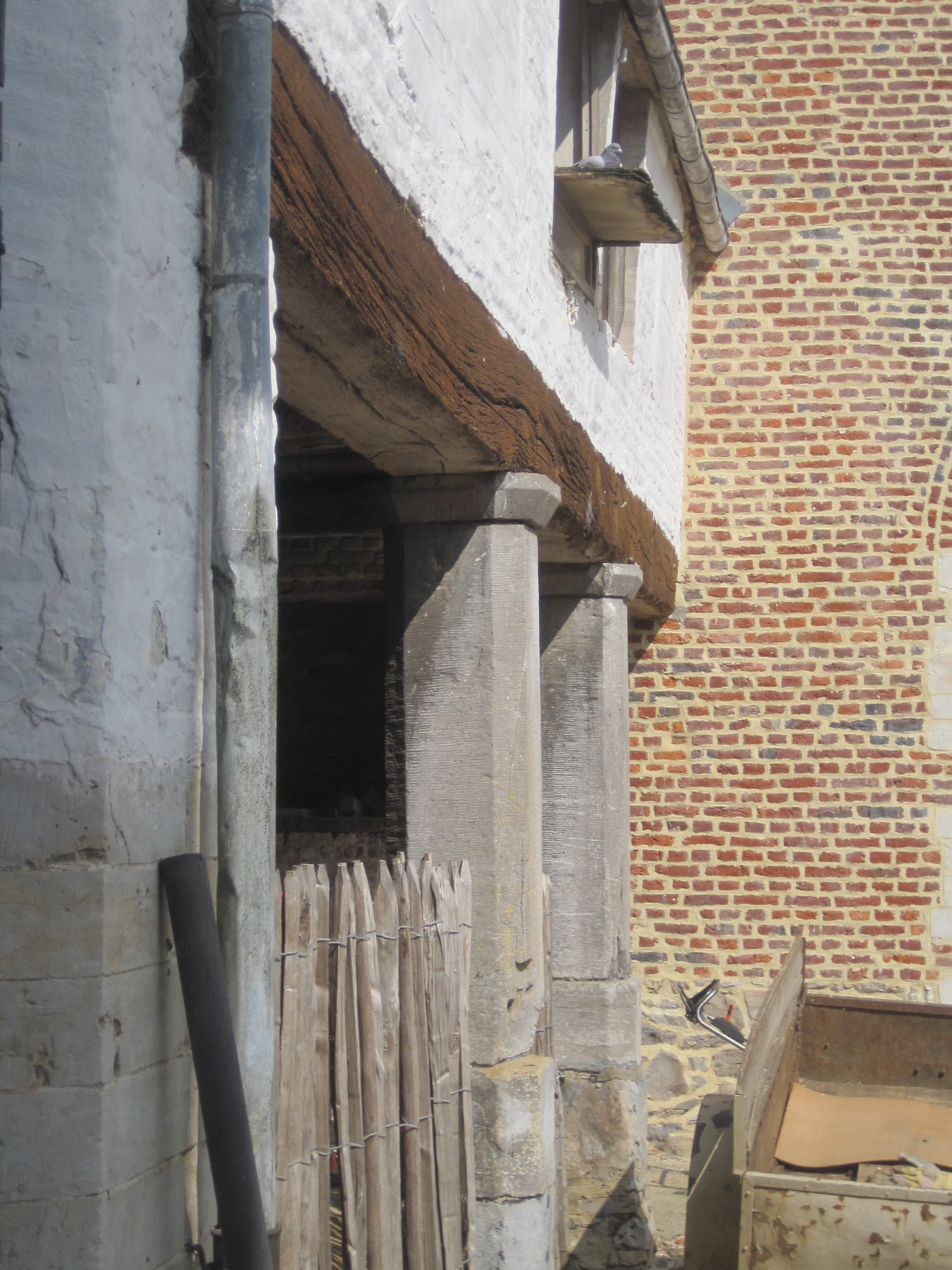
Piliers de la remise à chariots de la ferme du Mont à Thorembais-les-Béguines
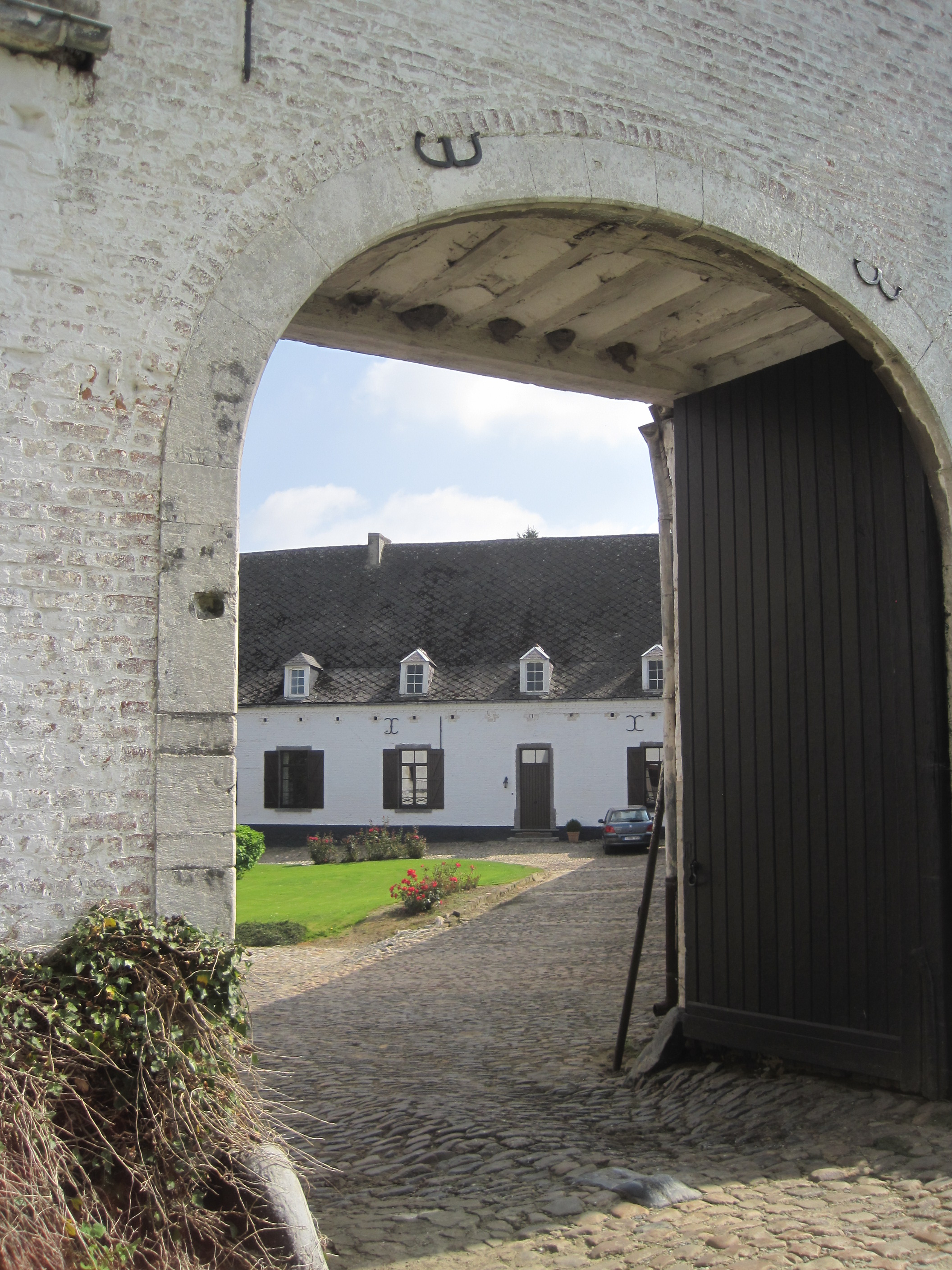
Ferme du Mont à Thorembais-les-Béguines
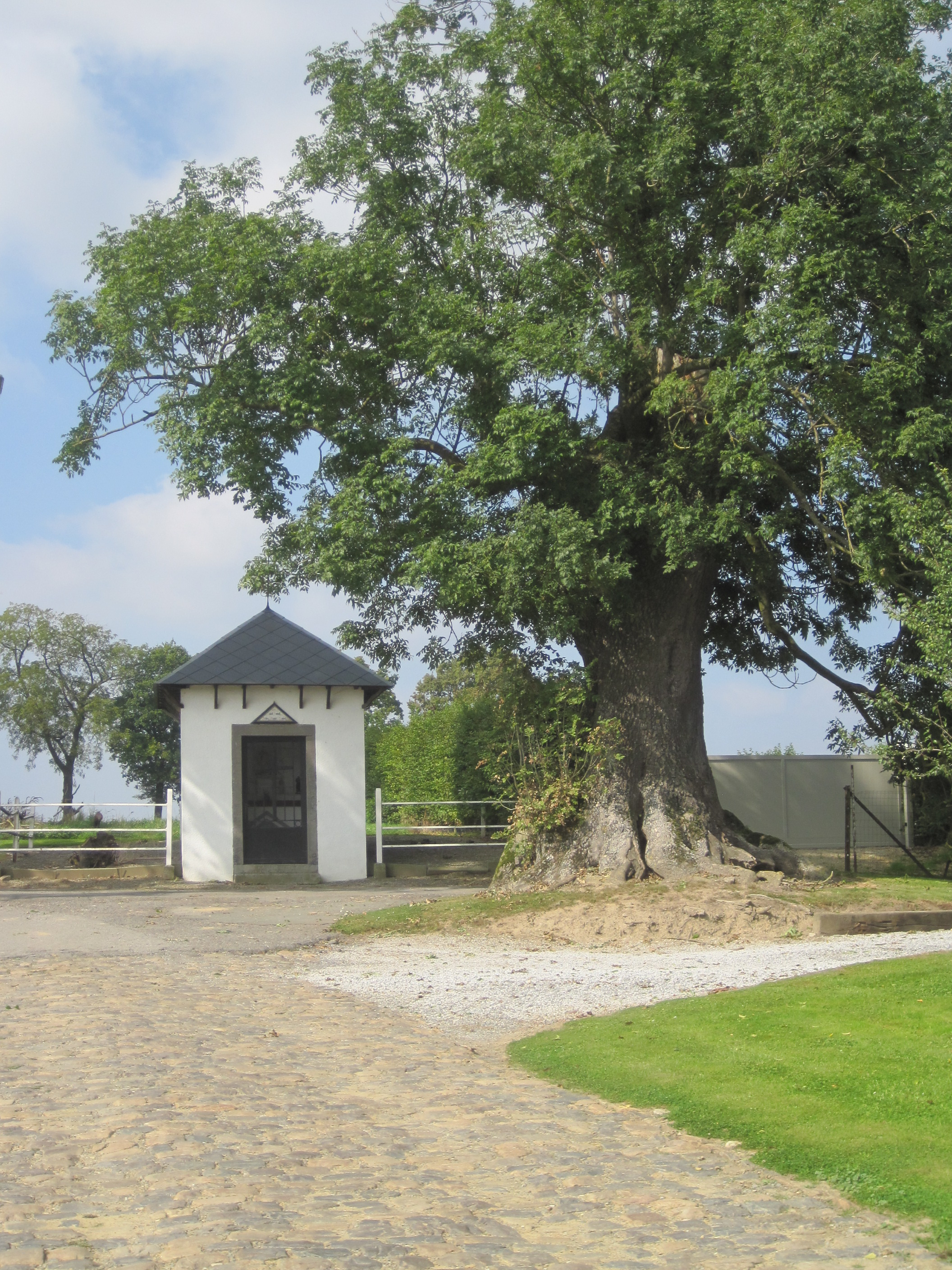
Chapelle Saint-Donat.